# 多言語化
ソフトウェアの多言語化（たげんごか。英語: multilingualization、または multilingualisation、m17n）とは、あるソフトウェアが、複数の、言語、文字、文化的慣習を混在させて扱うことができるようにすることである。しばしば、m17n と表記される。これは、多言語化を意味する英語の multilingualization の最初の m と 最後の n のあいだが17文字であることに由来している。国際化（internationalization）とは相互に補完しあう直交概念である。